# International Network of Street Papers
Das International Network of Street Papers (INSP) wurde 1994 auf Initiative der Londoner Zeitung The Big Issue gegründet.
Mitglieder sind Herausgeber von Straßenzeitungen, es erfolgt ein globaler Austausch von Bilder, Erfahrungen und Ideen.
Das INSP veranstaltet jährliche Konferenzen, unterstützt Zeitungen in den Entwicklungsländern bei Neugründungen und betreibt einen eigenen Nachrichtendienst Street News Service.
Seit 2003 findet der Homeless World Cup unter der Schirmherrschaft des INSP statt.

## Mitglieder
2016 waren 112 Verlage Mitglieder:
- aus 35 Ländern
- in 24 Sprachen
- mit insgesamt 11.000 Verkäufern
- mit einer Gesamtauflage von 5,6 Millionen Exemplaren[1]

Aus dem deutschsprachigen Raum:
- 20er, Tirol
- abseits, Osnabrück
- APROPOS, Salzburg
- ASPHALT, Hannover
- AUGUSTIN, Österreich
- BISS, München
- bodo, Bochum und Dortmund
- die straße, Mecklenburg
- Die Zeitschrift der Strasse, Bremen
- DRAUSSENSEITER, Köln
- drObs, Dresden
- fiftyfifty, Düsseldorf und weitere deutsche Großstädte
- FREIeBÜRGER, Freiburg
- HEMPELS, Schleswig-Holstein
- Hinz&Kunzt, Hamburg
- Kupfermuckn, Linz und weitere österreichische Städte
- marie, Vorarlberg
- Parkbank, Braunschweig
- strassenfeger, Berlin und Brandenburg
- Straßenkreuzer, Nürnberg
- SURPRISE, Schweiz
- TagesSatz, Kassel und Göttingen
- Trott-war, Stuttgart
- zebra., Südtirol